# 受胎告知 (フィリッポ・リッピ、ロンドン)
『受胎告知』（じゅたいこくち、伊:Annunciazione, 英:Annunciation）は、イタリアのルネサンス期の巨匠フィリッポ・リッピによる板上のテンペラ画で、1449-1459年頃に制作された。ロンドンのナショナル・ギャラリーのコレクションにある。同じくナショナル・ギャラリーにあるリッピの『7人の聖人たち』の対作品である。これらのルネット (半円形画)は、フィレンツェのメディチ宮の装飾の一部として委嘱され、ドアやベッドの上に置かれた可能性がある。
リッピが板絵の作者であることについては一般的な合意があるが、その年代はそれほど確実ではない。1449年にロレンツォ・デ・メディチが誕生してから1459年に宮殿の家具設置が終了するまでの間に制作された 二作の絵画の注文主がメディチ家に属していたことは、ピエロ・ディ・コジモ・デ・メディチの紋章（ダイヤモンドとカルトゥーシュのリングが交差する3つの羽）が絵画を二分割している、花瓶のある小さな柱の基部にあることで証拠立てられる。
この絵画は、大天使ガブリエル（左）と聖母マリア（右）のいる聖母マリアの受胎告知を描いている。ルネットの上部に手が見える神は、聖霊を象徴する鳩を通して聖母マリアを祝福している。
二作のルネットは、1855年にチャールズ・イーストレイク卿によってメッツガー兄弟から購入され、1861年にナショナル・ギャラリーに寄贈された。